# 龍雲寺 (山梨県身延町)
龍雲寺（りゅううんじ）は、山梨県南巨摩郡身延町下山にある曹洞宗の寺院。山号は華嶽山。甲府市大泉寺の末寺。

## 歴史

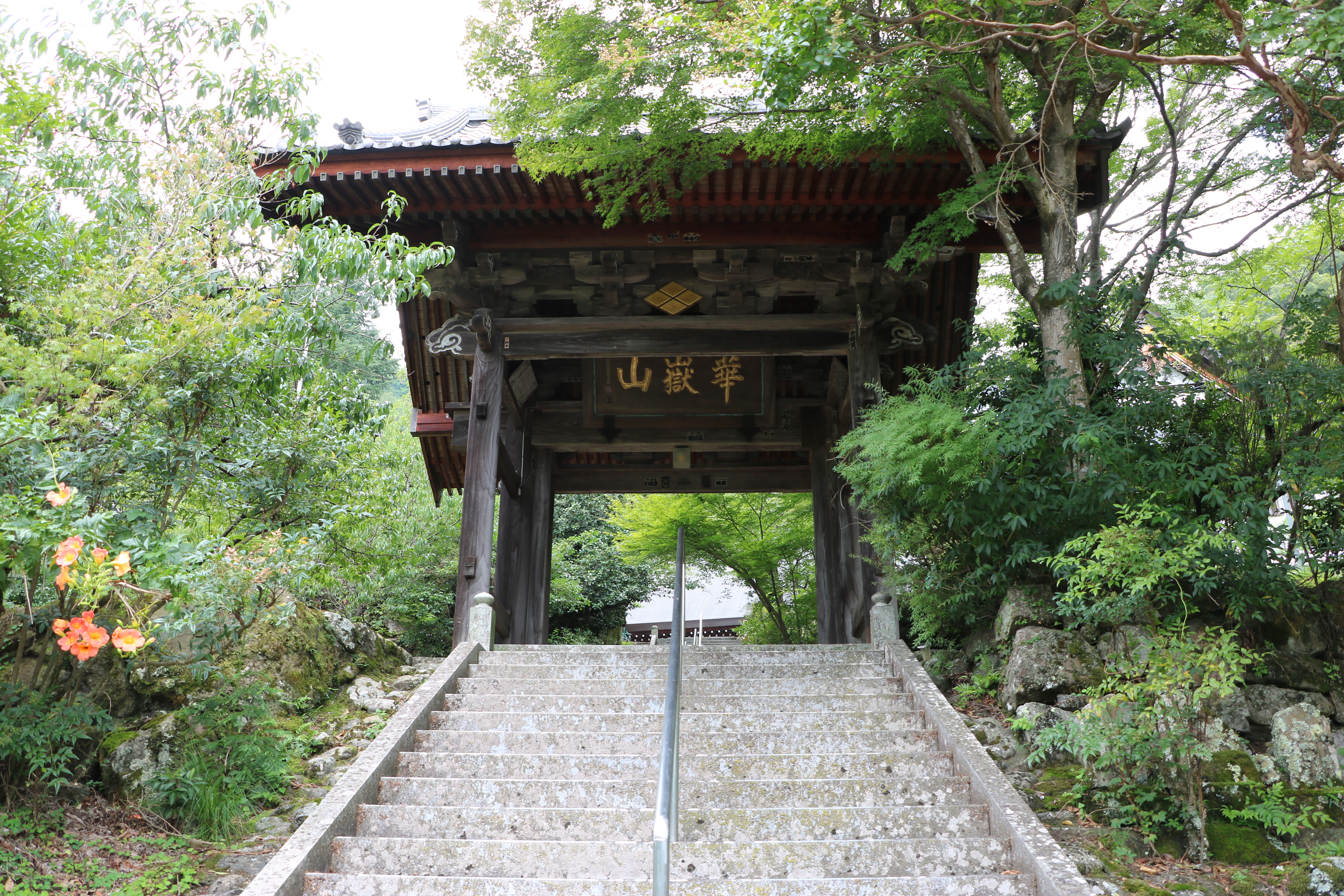
山門（2019年8月撮影）

元は真言宗で不動滝の平にあり不動明王を祀っていた。天永2年（1111年）土砂崩れのため現在地に移転し、永正3年（1506年）武田信縄（武田信玄の祖父）の家臣穴山信綱が曹洞宗に改宗し開基となる。開山は敕特賜悦江聚歓。本尊は甲斐国分寺旧蔵の十一面観音菩薩像（身延町指定文化財）で胎内に光明皇后（聖武天皇の皇后）の襟掛の舎利と頭髪（大正12年（1923年）胎内より発見）を納める。天正17年（1589年）伽藍を焼失し、現在の伽藍は天明年間（1781年）再建されたもの。寺宝として天平時代から江戸時代に皇室、武田家、徳川家等から拝領または寄進された什器を所蔵する。

## 末寺
- 長泉寺 山号は法城山。本尊は火防将軍地蔵菩薩。大永2年（1522年）開基は済庵首座、開山に澆屋順壑（龍雲寺3世）を迎え創建された。
- 長谷寺 山号は菩提山。本尊は十一面観音菩薩。享禄3年（1560年）創建。

## 参考資料
- 『身延町誌』身延町（1970年）